# Aleksandr Golovin (voetballer)
Aleksandr Sergejevitsj Golovin (Russisch: Александр Сергеевич Головин) (Kaltan (Oblast Kemerovo), 30 mei 1996) is een Russisch voetballer die doorgaans als aanvallende middenvelder speelt. Hij tekende in juli 2018 bij AS Monaco, dat circa €30.000.000,- voor hem betaalde aan CSKA Moskou. Golovin debuteerde in 2015 in het Russisch voetbalelftal.

## Clubcarrière

### CSKA Moskou
Golovin verruilde de jeugd van Novokoeznetsk in 2012 voor die van CSKA Moskou. Hij maakte op 24 september 2014 zijn profdebuut, in een met 1–2 gewonnen wedstrijd in het bekertoernooi uit bij Chimik Dzerzjinsk. Coach Leonid Sloetski liet hem in de basiself beginnen. Hij werd twee minuten voor affluiten gewisseld. Golovin debuteerde op 14 maart 2015 in de Premjer-Liga, thuis tegen Mordovia Saransk (4–0). Hij viel na 72 minuten in voor Bibras Natkho. Golovin kwam in zijn eerste seizoen tot zeven optredens in competitieverband. Hij maakte op 9 april 2016 zijn eerste doelpunt in het betaald voetbal, in een competitiewedstrijd tegen Mordovia Saransk (7–1). Een week later was hij tweemaal trefzeker in een bekerduel tegen FK Krasnodar.
Golovin droeg in het seizoen 2015/16 in zeventien wedstrijden bij aan het dertiende landskampioenschap van CSKA. Hij groeide in 2016/17 vervolgens uit tot basisspeler. Sloetski maakte toen in alle 30 speelronden gebruik van hem, waarvan 29 vanaf de aftrap. Hij speelde in 2016/17 ook zijn eerste wedstrijden in de UEFA Champions League, tegen Bayer Leverkusen, Tottenham Hotspur en AS Monaco. Na een derde plek in de groepsfase van de Champions League 2017/18, kwam Golovin met CKSA tot de kwartfinale van de Europa League. Hij maakte in dit toernooi zijn eerste treffers in Europees verband, tegen Olympique Lyon en Arsenal. De Engelse club schakelde CSKA desondanks uit.

### AS Monaco
Golovin tekende in juli 2018 een contract tot medio 2023 bij AS Monaco, de nummer twee van de Ligue 1 in het voorgaande seizoen. De Monegaskische club betaalde circa €30.000.000,- voor hem aan CSKA. Ook hier werd hij basisspeler, eerst onder Leonardo Jardim en daarna ook onder Thierry Henry en Robert Moreno.

## Clubstatistieken
| Seizoen     | Club        | Competitie   | Competitie | Competitie | Beker | Beker | Internationaal | Internationaal | Totaal | Totaal |
| Seizoen     | Club        | Competitie   | Wed.       | Dlp.       | Wed.  | Dlp.  | Wed.           | Dlp.           | Wed.   | Dlp.   |
| ----------- | ----------- | ------------ | ---------- | ---------- | ----- | ----- | -------------- | -------------- | ------ | ------ |
| 2014/15     | CSKA Moskou | Premjer-Liga | 7          | 0          | 3     | 0     | 0              | 0              | 10     | 0      |
| 2015/16     | CSKA Moskou | Premjer-Liga | 17         | 1          | 4     | 2     | 2              | 0              | 23     | 3      |
| 2016/17     | CSKA Moskou | Premjer-Liga | 30         | 3          | 0     | 0     | 6              | 0              | 36     | 3      |
| 2017/18     | CSKA Moskou | Premjer-Liga | 27         | 5          | 1     | 0     | 15             | 2              | 43     | 7      |
| Club totaal | Club totaal | Club totaal  | 81         | 9          | 8     | 2     | 23             | 2              | 112    | 13     |
| 2018/19     | AS Monaco   | Ligue 1      | 30         | 3          | 2     | 1     | 3              | 0              | 35     | 4      |
| 2019/20     | AS Monaco   | Ligue 1      | 25         | 3          | 5     | 0     | –              | –              | 30     | 3      |
| 2020/21     | AS Monaco   | Ligue 1      | 21         | 5          | 5     | 1     | –              | –              | 26     | 6      |
| 2021/22     | AS Monaco   | Ligue 1      | 9          | 2          | 0     | 0     | 7              | 1              | 16     | 3      |
| Club totaal | Club totaal | Club totaal  | 85         | 13         | 12    | 2     | 10             | 1              | 107    | 16     |
| TOTAAL      | TOTAAL      | TOTAAL       | 166        | 22         | 20    | 4     | 33             | 3              | 219    | 29     |

Bijgewerkt t/m 15 maart 2020

## Interlandcarrière
Golovin won met Rusland –17 het EK –17 van 2013 in Slowakije en nam met dit team ook deel aan het WK –17 van 2013. Hij behoorde daarna ook tot Rusland –18, Rusland –19 en Rusland –21. Met Rusland –19 bereikte hij de finale van het EK –19 van 2015.
Golovin debuteerde op 7 juni 2015 onder bondscoach Fabio Capello in het Russisch voetbalelftal, in een met 4–2 gewonnen oefeninterland tegen Wit-Rusland. Hij viel na 62 minuten in voor Roman Sjirokov en schoot in de 77e minuut de 2–2 binnen. Hij werd op 21 mei 2016 opgenomen in de Russische selectie voor het EK 2016 in Frankrijk. Daar werd de selectie onder leiding van bondscoach Leonid Sloetski in de groepsfase uitgeschakeld na een gelijkspel tegen Engeland (1–1) en nederlagen tegen Slowakije (1–2) en Wales (0–3). Hij behoorde een jaar daarna tot de selectie van bondscoach Stanislav Tsjertsjesov tijdens de Confederations Cup 2017. Rusland werd hierop in de groepsfase uitgeschakeld. Tsjertsjesov nam Golovin ook op in zijn selectie voor het WK 2018 in eigen land. Zijn ploeggenoten en hij bereikten hierop de kwartfinale. Hij speelde zelf vier van de vijf wedstrijden en scoorde in het groepsduel tegen Saoedi-Arabië.

## Erelijst
| Competitie            | Aantal      | Jaren       |             |             |
| CSKA Moskou           | CSKA Moskou | CSKA Moskou | CSKA Moskou | CSKA Moskou |
| --------------------- | ----------- | ----------- | ----------- | ----------- |
| Kampioen Premjer-Liga | 1x          | 2015/16     |             |             |
| Rusland –17           |             |             |             |             |
| Europees kampioen –17 | 1x          | 2013        |             |             |